# André Lindboe
André Lindboe (Tonsberg, 24 de junio de 1988) es un jugador de balonmano noruego que juega de extremo izquierdo en el Elverum Handball noruego. Es internacional con la selección de balonmano de Noruega.
Con la selección ganó la medalla de plata en el Campeonato Mundial de Balonmano Masculino de 2017.

## Palmarés

### Elverum
- Liga de Noruega de balonmano (8): 2012, 2013, 2014, 2015, 2016, 2017, 2018, 2019

## Clubes
- Halsen IF
- Larvik Handball
- Fram IF
- Sandefjord Håndball ( -2010)
- Elverum Handball (2010- )